# Joseph Kermorial
Joseph Kermorial ou Joseph de Kermorial est un homme politique français né le 9 mars 1784 à Rosporden (Finistère) et mort le 19 novembre 1833 à Lorient (Morbihan).

## Biographie
Engagé volontaire en 1802, il est caporal, puis sergent en 1805 et lieutenant en 1808. Il est capitaine en 1813 puis chef de bataillon, après avoir fait toutes les campagnes de l'Empire. Il est député du Finistère de 1830 à 1833, siégeant dans la majorité soutenant la Monarchie de Juillet.

## Sources
- « Dictionnaire des parlementaires français de 1789 à 1889 (Adolphe Robert, Edgar Bourloton et Gaston Cougny) », sur gallica BNF (consulté le 4 janvier 2014)